# Rock 'n' Roll Animal
| 전문가 평가                   | 전문가 평가 |
| 평가 점수                     | 평가 점수   |
| 출처                          | 점수        |
| ----------------------------- | ----------- |
| AllMusic                      | [ 3 ]       |
| Chicago Tribune               | [ 4 ]       |
| Christgau's Record Guide      | A−          |
| Overdose                      | A           |
| The Rolling Stone Album Guide | [ 7 ]       |
| Spin Alternative Record Guide | 7/10        |
| Uncut                         | [ 9 ]       |

《Rock 'n' Roll Animal》은 1974년 2월, RCA 레코드가 발매한 미국의 음악가 루 리드의 첫 번째 라이브 음반이다. 오리지널 형태로, 5개의 노래를 특징으로 하는데, 그 중 4개는 처음에 벨벳 언더그라운드에 의해 녹음되었다. 리드의 밴드에는 펜티 글란 (드럼), 프라카시 존 (베이스), 레이 콜코드 (키보드), 딕 와그너와 스티브 헌터 (기타)가 있었다(이 두 기타리스트는 후에 글란과 존도 참여하는 《Welcome to My Nightmare》부터 시작하여 최초의 앨리스 쿠퍼 솔로 밴드의 기초를 형성했다).
이 음반은 1973년 12월 21일, 뉴욕에 있는 하워드 스타인의 음악 아카데미에서 라이브로 녹음되었다. 1978년 리드의 첫 번째 미국 음반 산업 협회 골드 인증을 받기 전까지 28주 동안 영국에서 26위, 빌보드 200 차트에서 45위를 기록했다.

## 배경
그날 밤 《롤링 스톤》 매거진의 폴 넬슨이 참석했다. 그는 《Rock 'n' Roll Animal》과 후속작인 《Lou Reed Live》에 대한 글을 쓰면서 다음과 같이 회상했다. "공교롭게도 저는 몇 달 전 링컨 센터에서 리드와 평범한 픽업 밴드를 뉴욕이 아닌 곳에서 처음 보았는데, 그는 모든 면에서 비극적이었습니다. 아카데미에서 저는 큰 기대를 하지 않았고, 그의 새로운 밴드가 나와 화려하고 장엄한 로큰롤을 연주하기 시작했을 때, 경영진의 저녁 전략은 분명해졌습니다. 돈으로 살 수 있는 최고의 편곡, 사운드, 음악가들을 사용하여 센터피스의 불규칙하고 불안정한 펑크스러움을 펀치하고 웅장하게 끌어올립니다. 특히 기타리스트 딕 와그너와 스티브 헌터는 리드가 단지 유능하다면 콘서트는 성공적일 것입니다. 그 결과로 나온 음반들을 보면 알 수 있듯이 그렇습니다. 이 밴드는 벨벳 언더그라운드의 폭력적이고 최면적이며 마약에 중독된 스타카토 파워와 지하철 서정성을 모방하지 않고, 딱딱하고 깨끗하며 거의 왕실에 가까운 모트 더 후플/에릭 클랩튼 (〈Layla〉)의 풍부함을 선택하고 리드는 대부분의 노래를 그의 효과적인 길거리 토크 스타일로 부릅니다. 《Rock 'n' Roll Animal》이 1위를 차지하면서 자연스레 최고의 퍼포먼스(〈Rock 'n' Roll〉 전반부 〈Intro/Sweet Jane〉, 〈White Light/White Heat〉 등)를 담고 있습니다."

## 재발매
리마스터드 버전은 2000년에 CD로 발매되었다. 오리지널 LP나 1990년 CD 발매에는 포함되지 않은 두 곡이 수록되었다.
1975년 《Lou Reed Live》 (《Rock 'n' Roll Animal》과 《Lou Reed Live》 사이)와 같은 콘서트의 추가 발췌문이 발표되었다. 이 라이브 음반의 스테레오 믹스는 기타리스트 딕 와그너를 오른쪽에 배치하고 스티브 헌터를 왼쪽에 배치하는데, 이 편곡은 《Lou Reed Live》에서 뒤바꾼다.

## 곡 목록
모든 곡들은 특별한 언급이 없는 한 루 리드에 의해 작사/작곡하였다.
| #  | 제목                 | 작사·작곡         | 재생 시간 |
| -- | -------------------- | ----------------- | --------- |
| 1. | 〈Intro/Sweet Jane〉 | 스티브 헌터, 리드 | 7:55      |
| 2. | 〈Heroin〉           |                   | 13:05     |

| #  | 제목                       | 재생 시간 |
| -- | -------------------------- | --------- |
| 3. | 〈White Light/White Heat〉 | 5:15      |
| 4. | 〈Lady Day〉               | 4:00      |
| 5. | 〈Rock 'n' Roll〉          | 10:15     |

| #  | 제목                          | 작사·작곡  | 재생 시간 |
| -- | ----------------------------- | ---------- | --------- |
| 1. | 〈Intro/Sweet Jane〉          | 헌터, 리드 | 7:48      |
| 2. | 〈Heroin〉                    |            | 13:12     |
| 3. | 〈How Do You Think It Feels〉 |            | 3:41      |
| 4. | 〈Caroline Says I〉           |            | 4:06      |
| 5. | 〈White Light/White Heat〉    |            | 4:55      |
| 6. | 〈Lady Day〉                  |            | 4:05      |
| 7. | 〈Rock 'n' Roll〉             |            | 10:21     |

## 인증
| 국가                       | 인증 | 판매량/출하량 |
| -------------------------- | ---- | ------------- |
| 프랑스 (SNEP)              | 골드 | 100,000       |
| 미국 (RIAA)                | 골드 | 500,000^      |
| ^출하량을 기반으로 한 인증 |      |               |